# ○月○日はじまりました
『○月○日はじまりました』（○がつ○にちはじまりました）は、MBSラジオ（毎日放送）で2017年4月5日から2018年3月30日まで放送されていたトーク番組。事前収録で、放送時間は毎週水曜日 - 金曜日の4:40 - 4:55（JST）。
放送上は、タイトルの「○月○日」に放送日を入れる一方で、「○はじ」（まるはじ）という略称も用いていた。

## 概要
毎日放送へ2015年に入社した3名のアナウンサー（玉巻映美・藤林温子・森本尚太）から、基本として週替わりで1名がパーソナリティを担当。本編では音楽やBGMを一切流さずに、各自の経験や取材内容などを交えながら、放送当日に関する話題や過去の出来事をモノローグ形式で紹介していた。
MBSラジオの通常編成で水 - 金曜日最初の番組に当たることから、高井美紀（毎日放送アナウンサー）のナレーションによる同局のオープニング音源に続いて放送。放送日やパーソナリティによっては、リスナーが番組公式サイトに電子メールで寄せたメッセージから、一部を取り上げることもあった。
114回目の放送であった2018年3月30日（金曜日）で終了。翌週（4月3日）からは、『あどりぶラヂオ』（自社制作による生放送番組）が、当番組および『Till Dawn Music』（前枠番組）水 - 金曜分の放送枠を引き継いでいる。

## 放送時間
- 水曜日-金曜日 4:40 - 4:55

## パーソナリティ
いずれも毎日放送アナウンサーで、3日間を通じて単独でパーソナリティを担当した週の早い順に記載。ラジオ番組表では、字数制限（1行当たり最大9文字）との兼ね合いで、担当者の苗字（2文字）を番組タイトルの代わりに表記することが多い。
- 藤林温子　- 担当回には、自身の苗字（藤林）に番組タイトルを重ねた「藤はじ」という略称を用いることがあった。
- 玉巻映美　 - 担当回には、自身の苗字（玉巻）に番組タイトルを重ねた「玉はじ」という略称を用いることがあった。
- 森本尚太　- 担当回には、自身の苗字（森本）に番組タイトルを重ねた「森はじ」という略称を用いることがあった。

放送第1週や「MBSラジオ　スペシャルウィーク」期間中など、放送週によっては、上記の3名が日替わりで出演することもあった。ちなみに、番組の最終週（2018年3月28日 - 30日）は、玉巻が単独でパーソナリティを務めた。